# Spetsstjärtad petrell
Spetsstjärtad petrell (Bulweria bulwerii) är en fågel i familjen liror inom ordningen stormfåglar

## Utseende

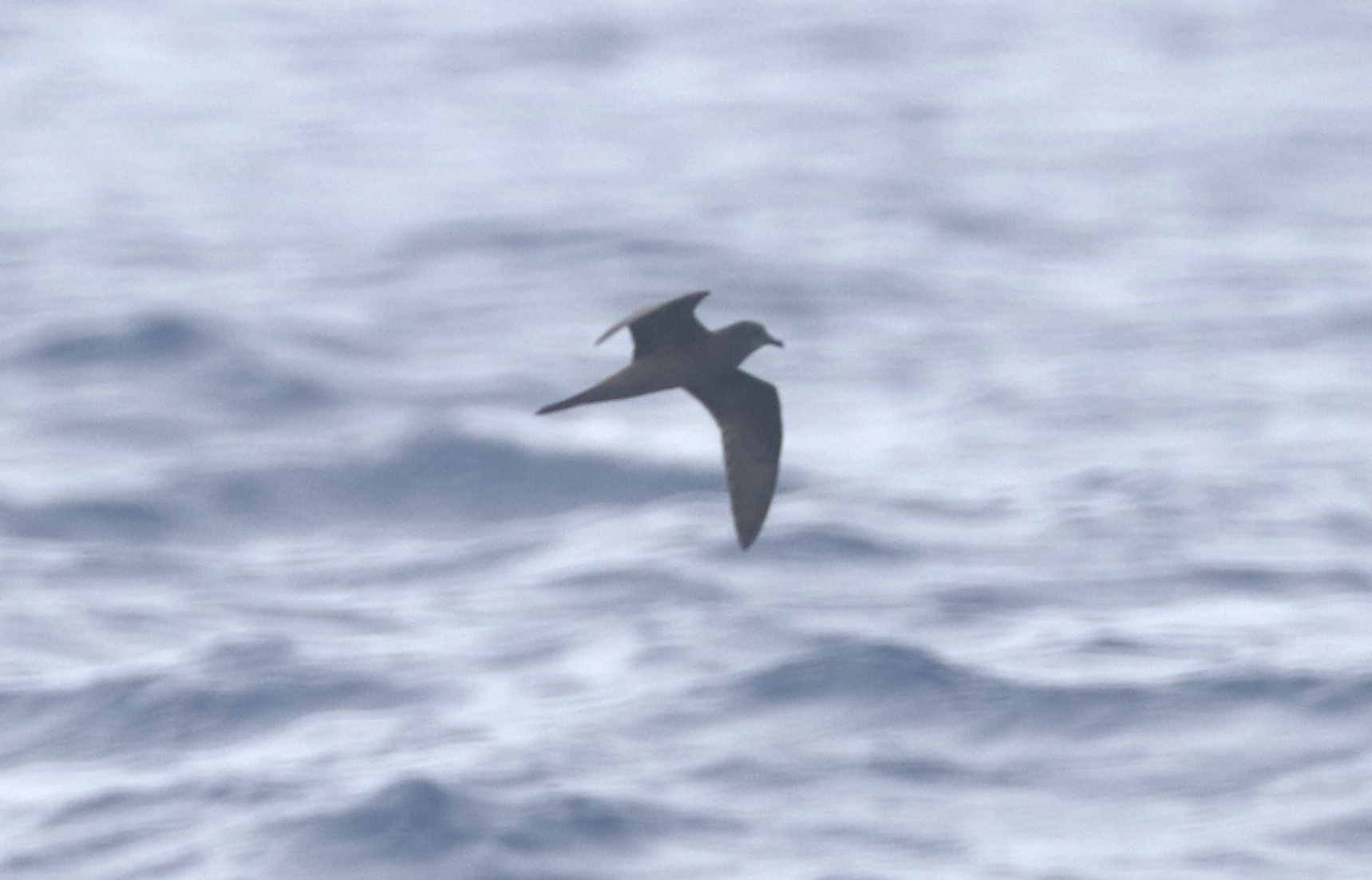
Spetsstjärtad petrell i flykten utanför ön Kauai i Hawaiiöarna.

Spetsstjärtad petrell är en gracil petrell som mäter 25–29 cm, har ett vingspann på 67–73 cm och som har mycket långa och smala vingar och lång avsmalnande stjärt. Den har en gråbrun fjäderdräkt och upplevs nästan helmörk förutom de ljusare diagonala vingtäckarfälten.

## Utbredning
Fågeln häckar i fågelkolonier på öar i Atlanten (Selvagensöarna, Porto Santo och Ilhas Desertas i Madeira; Teneriffa och utanför Lanzarote i Kanarieöarna; Cima och Razo i  Kap Verde samt tillfälligt på Santa Maria i Azorerna), Indiska oceanen och Stilla havet (Johnstonatollen och nordvästra Hawaii).
Utanför häckningssäsongen lever den ett pelagiskt liv. Förutom vid häckningskolonierna är arten en mycket sällsynt gäst i övriga Europa, med några enstaka fynd från Frankrike, Spanien, Italien, Nederländerna och Storbritannien. I juli 2015 hittades en individ som senare avled långt inåt landet i tyska Ellwangen i Baden-Württemberg.

## Ekologi
Spetsstjärtad petrell är en mycket pelagisk art som inte kommer nära land utom vid häckning. Den lägger bara en kull med ett ägg per häckningssäsong och detta ruvas i ungefär 44 dagar. Petrellen placerar sitt bo nära havet i stenskravel eller klipphålor och besöker bara kolonierna nattetid. Fågeln är trogen sin boplats och sin partner och båda könen matar den enda ungen.
Fågeln lever huvudsakligen av småfisk som sardiner och bläckfisk, tillfälligtvis även krabbor, krill, räkor och plankton.

## Status och hot
Arten har ett stort utbredningsområde och en stor population med stabil utveckling. Utifrån dessa kriterier kategoriserar IUCN arten som livskraftig (LC). Världspopulationen uppskattas till mellan en halv och en miljon indider. I Europa tros det häcka 6.100 par.

## Namn
Fågelns både vetenskapliga artnamn och släktesnamn hedrar James Bulwer (1794-1879), skotsk naturforskare verksam på Madeira 1825-1826.

## Bildgalleri

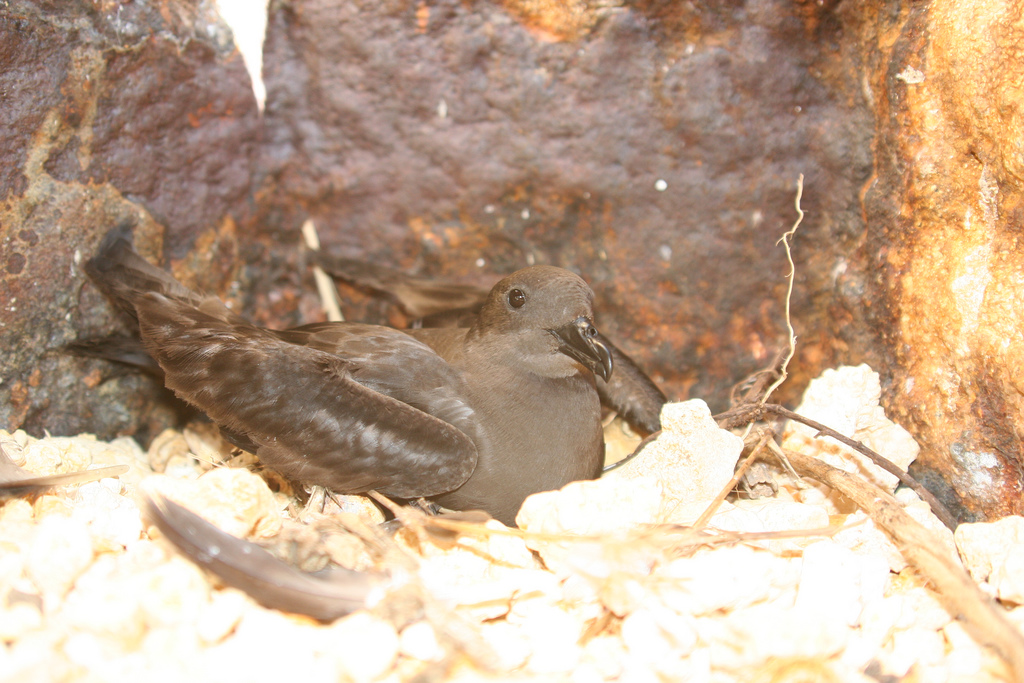
På Tern Island, i nordvästra Hawaiiöarna.
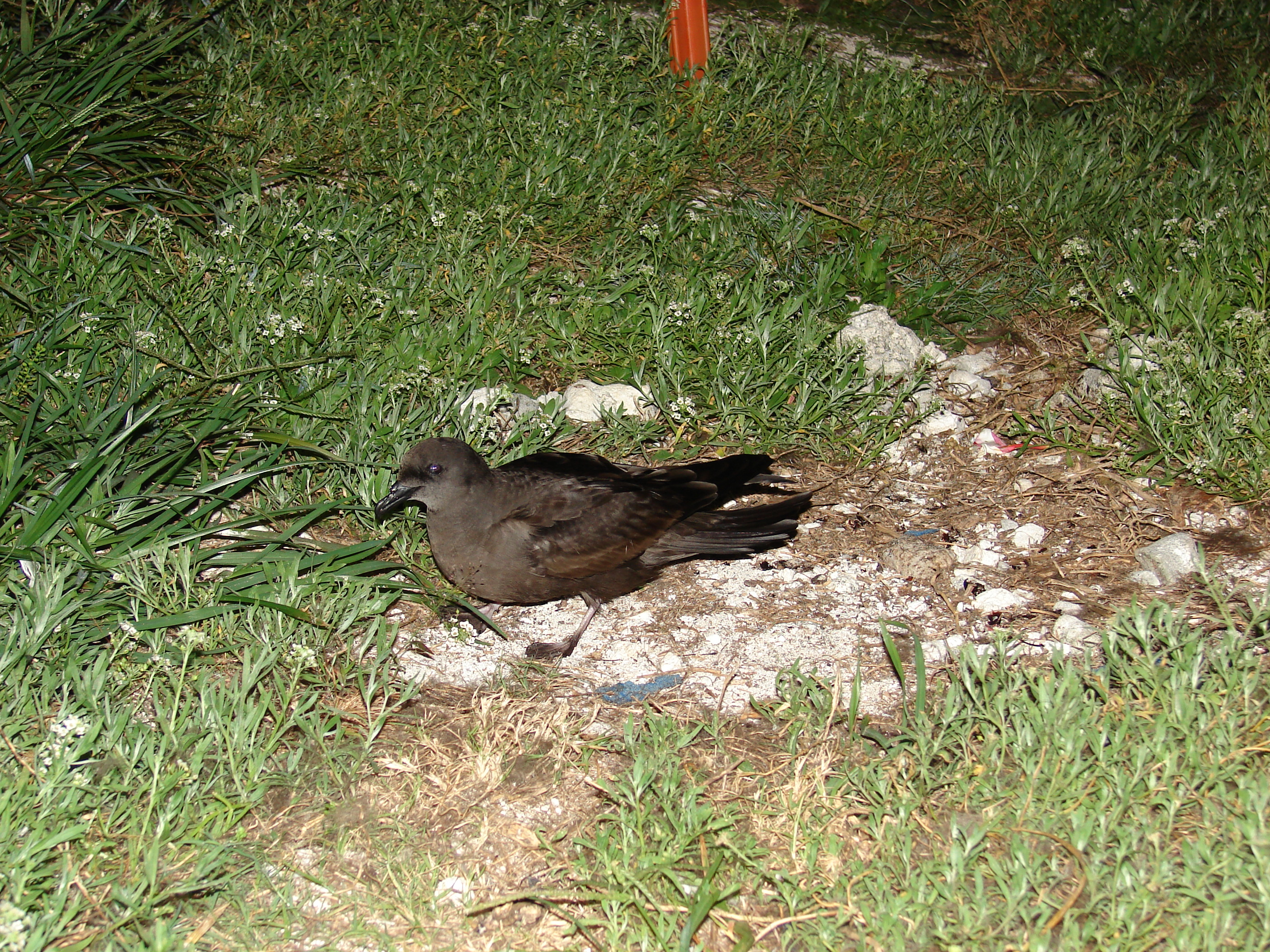
På Tern Island, i nordvästra Hawaiiöarna.
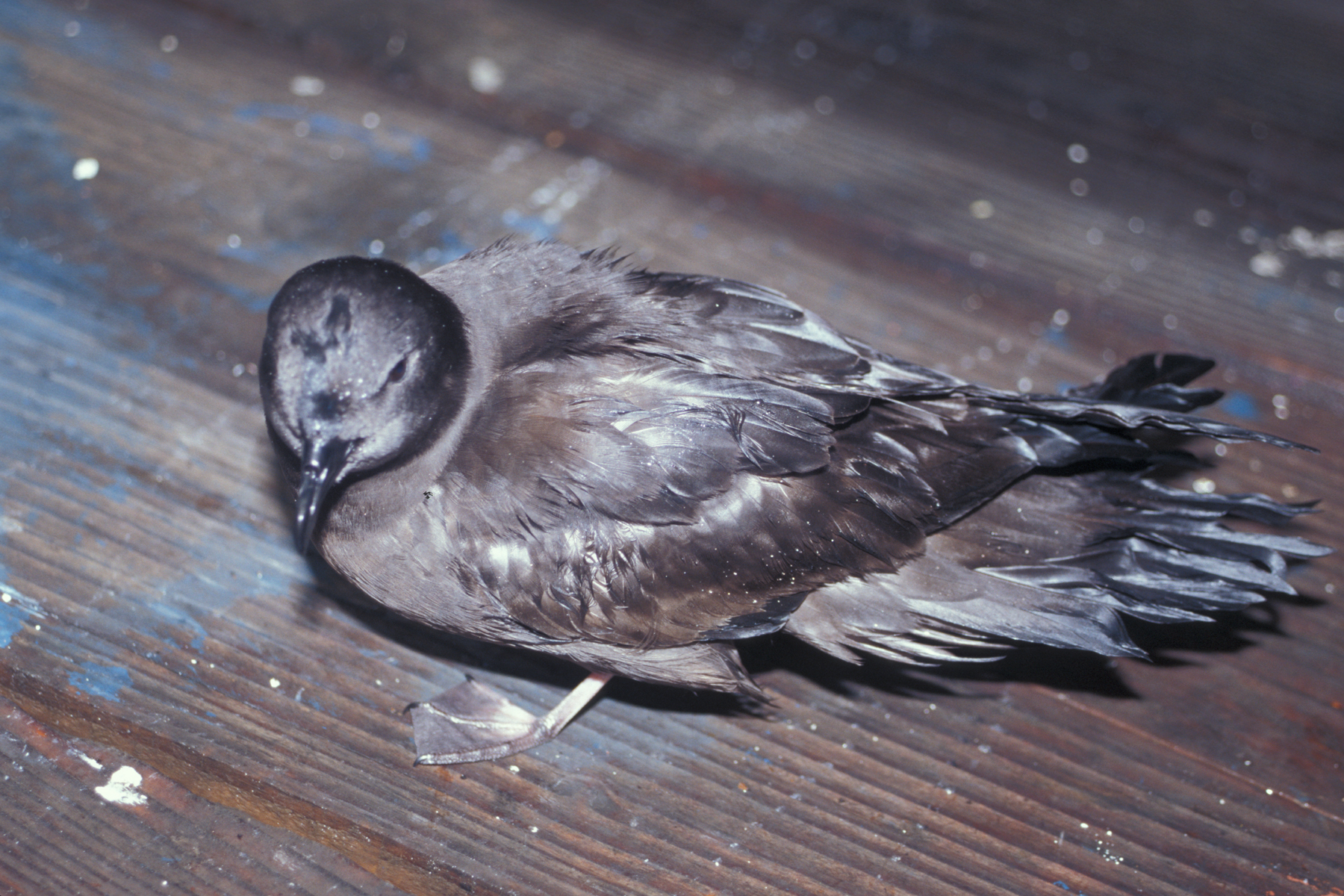
På Ave Maria Sand Island i Hawaiiöarna.
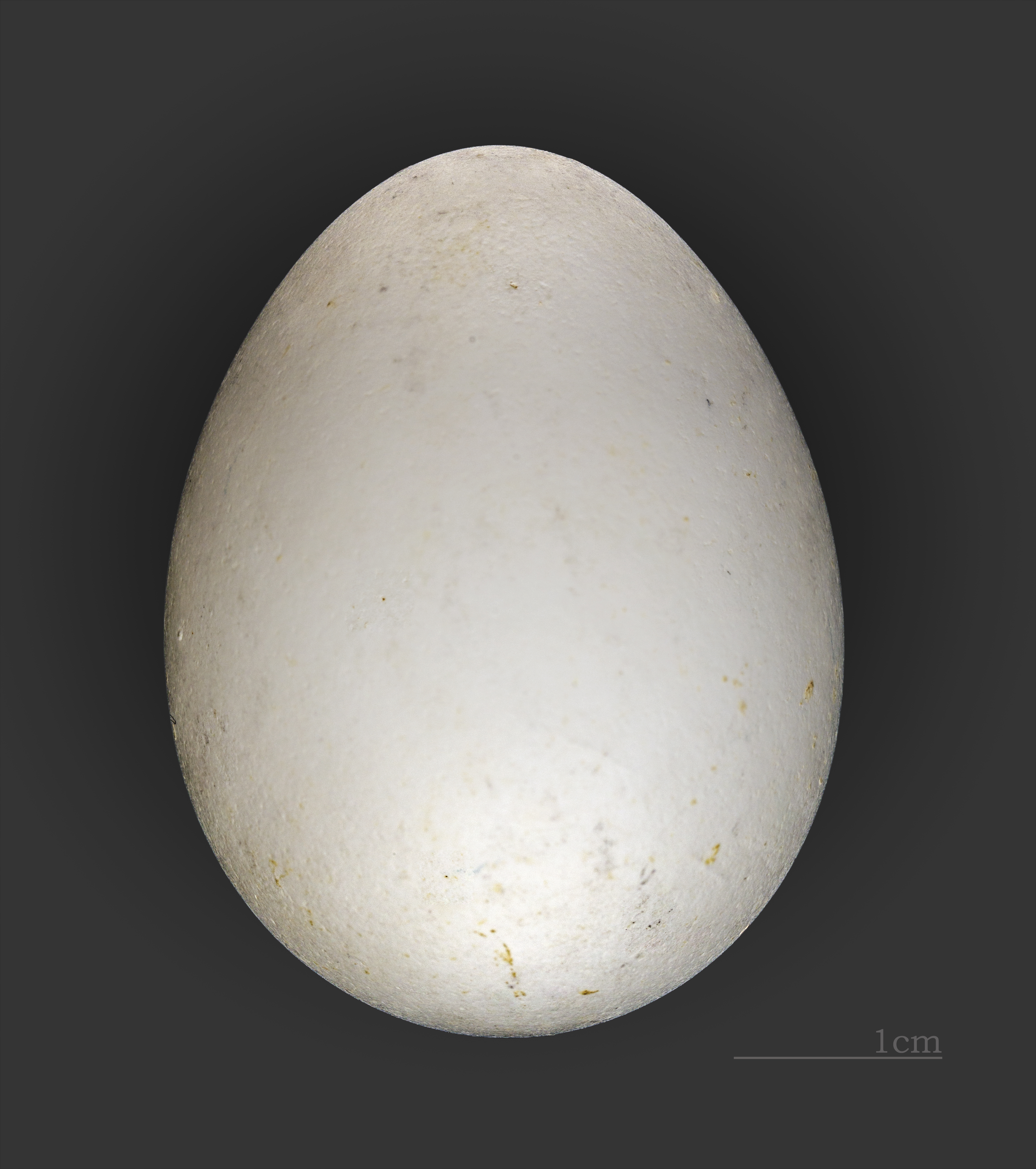
Ägg från spetsstjärtad petrell från Porto Santo, Madeira.